# 堀田正忠

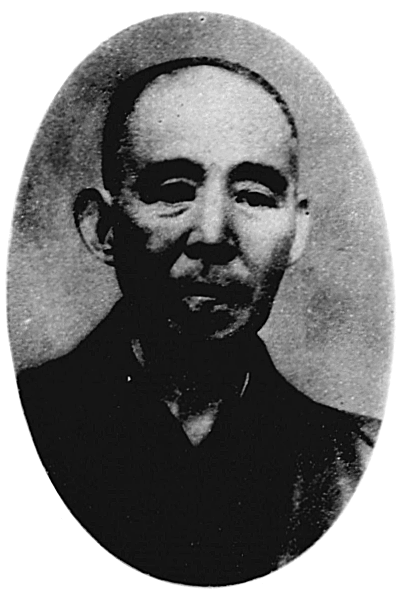
堀田正忠

堀田 正忠（ほった まさただ、1860年1月19日（安政6年12月27日） - 1938年（昭和13年）3月11日）は、日本の検察官・法学者。福島事件・高田事件・大阪事件の検察官。法政大学・関西大学の創立者の一人。

## 略歴・人物
1860年1月19日（安政6年12月27日）、下総国（現・千葉県）に生れる。1873年（明治6年）、来日した司法省顧問ボアソナードの住みこみ書生となり、法典の翻訳・編纂の手伝いをして法律知識を身につける。
1880年（明治13年）、東京法学社（現・法政大学）の創立に参加し、治罪法等を講義する。1883年（明治16年）、福島事件の公判にあたりボアソナードの推薦をうけて検察官となり、令名を馳せる。高田事件でも主任検事となり『国事犯の堀田か、堀田の国事犯か』とうたわれる。
1886年（明治19年）、大審院詰から大阪控訴院詰に転じ、同年5月に来阪して大阪事件を担当する。同年、関西法律学校（現・関西大学）の創立に参加し、治罪法等を講義する。1889年（明治22年）春ころ、同校講師を辞し、さらに同年7月には検事の職を辞して大阪毎日新聞社に入社する。1890年（明治23年）の第1回衆議院議員総選挙に立候補するが、惜敗する。
1938年（昭和13年）3月11日に死去、享年78。

## 栄典
- 1886年（明治19年）7月8日 - 従六位[1]

## 著書

### 単著
- 『郡制府県制釈義』（赤志忠雅堂、1890）
- 『刑事訴訟法釈義 上巻』（1896）
- 『刑事訴訟法釈義 下巻』（1896）
- 『刑法釈義 1巻 上』（1883）
- 『刑法釈義 1巻 下』（1883）
- 『刑法釈義 2巻 上』（1883）
- 『刑法釈義 2巻 下』（1883）
- 『刑法釈義 3巻 上』（1883）
- 『刑法釈義 3巻 下』（1883）
- 『治罪法要論』（博聞社、1885）
- 『売買法要論』（大阪府警察本部、1886）
- 『法理要論 上』（1886）
- 『法理要論 下』（1886）
- 『仏国会社法要論』（小野市兵衛、1888）
- 『法例釈義』（森祐好、1890）

### 共著
- 『市制町村制異同弁』山田正賢（顔玉堂、1889）
- 『司法警察事務処弁法詳説』山田正賢（梅原亀七、1889）
- 『商法講義』山田正賢（山田正賢、1899）
- 『民法集解 財産篇 第1巻』森順正
- 『民法集解 財産篇 第2巻』森順正
- 『民法集解 財産篇 第3巻』森順正

### 共編
- 『治罪法異同弁 第1編』高谷恒太郎 編（北畠茂兵衛、1883）
- 『治罪法異同弁 第2編』 高谷恒太郎 編（北畠茂兵衛、1883）
- 『治罪法異同弁 第3編 上』 高谷恒太郎 編（北畠茂兵衛、1883）
- 『治罪法異同弁 第3編 中』 高谷恒太郎 編（北畠茂兵衛、1884）
- 『治罪法異同弁 第3編 下』 高谷恒太郎 編（北畠茂兵衛、1883）
- 『治罪法異同弁 第4編 上』 高谷恒太郎 編（北畠茂兵衛、1883）
- 『治罪法異同弁 第4編 下』 高谷恒太郎 編（北畠茂兵衛、1883）
- 『治罪法異同弁 第5編』  高谷恒太郎 編 北畠茂兵衛、1883）

### 翻訳
- 『仏国民刑判決録 民事之部』 ダローズ 編（文学社、1887）
- 『仏国民刑判決録 刑事之部』 ダローズ 編（文学社、1887）
- 『仏国民法売買篇講義』 ボアソナード 著（博聞社、1883）